# Bibliotheca teubneriana
 (mars 2022).

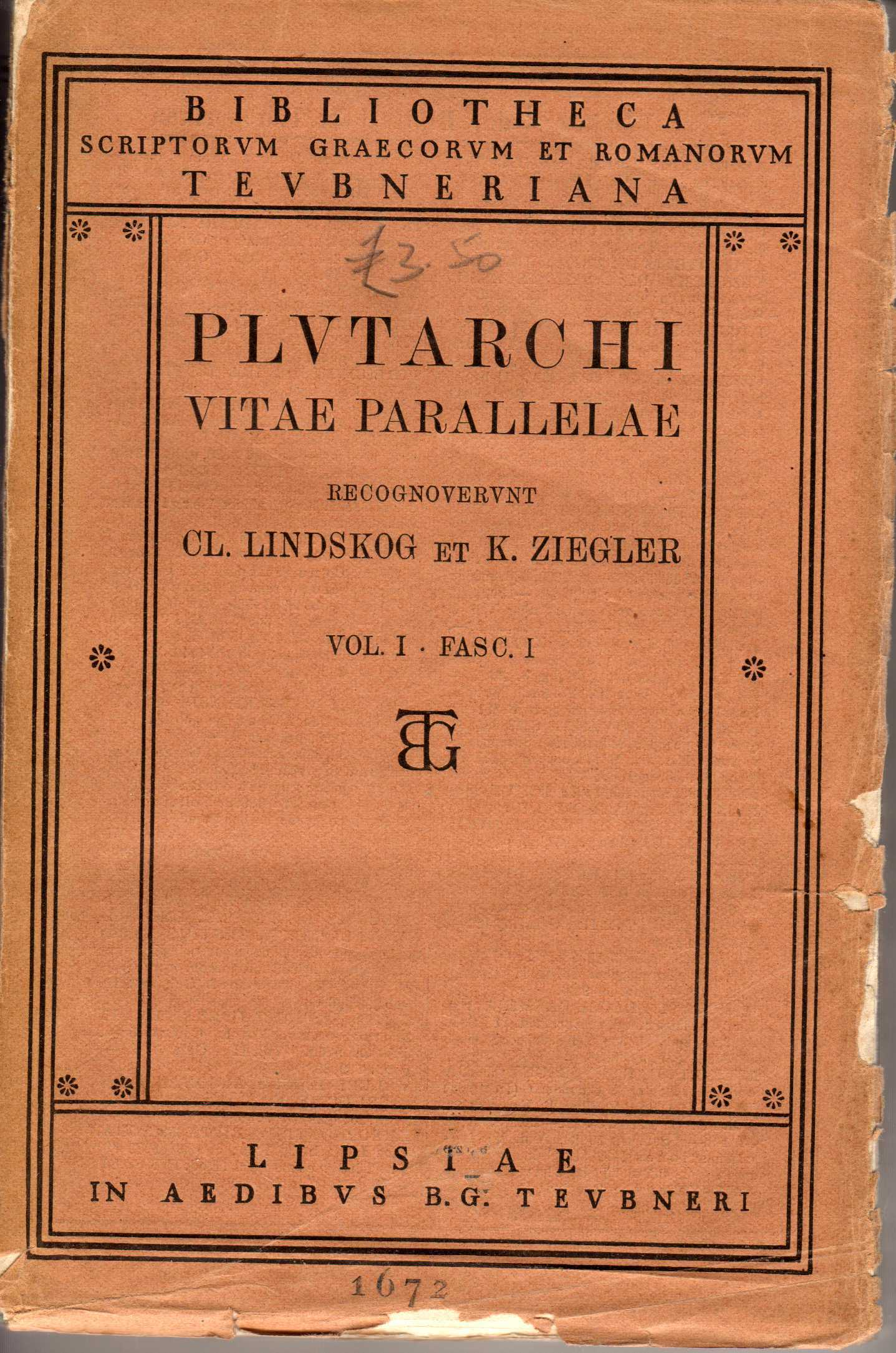
Couverture d'un volume de la Bibliotheca Teubneriana: Les vies parallèles de Plutarque.

La Bibliotheca Teubneriana (« Bibliothèque teubnérienne »), ou éditions Teubner, est la collection moderne la plus complète jamais publiée de la littérature de l'Antiquité classique (certains textes relèvent de l'époque médiévale) gréco-romaine. 

## Description
Elle existe depuis 1849, date à laquelle Benedictus Gotthelf Teubner (1784-1856) l'a créée et intégrée à sa maison d'édition, à Leipzig. La série, dont le nom complet est Bibliotheca Scriptorum Graecorum et Romanorum Teubneriana (« Bibliothèque teubnérienne des écrivains grecs et romains ») se compose d'éditions critiques établies par des chercheurs de premier plan, présentant toujours un apparat critique en fin de page — bien que durant le XIXe siècle, certaines editiones minores aient été publiées sans apparat critique ou avec un appendice textuel abrégé. 
Aujourd'hui, les seules entreprises comparables, produisant des éditions de référence faisant autorité[réf. nécessaire], sont la collection anglophone Oxford Classical Texts et, en France, la Collection Budé (dont les volumes incluent également une traduction française avec notes en regard du texte ancien). La Loeb Classical Library, avec traduction anglaise en regard et notes, se veut plus généraliste[réf. nécessaire]. 
Teubneriana (pour editio Teubneriana) est une abréviation utilisée principalement pour nommer un volume seul de la collection, rarement la collection dans son ensemble ; de la même manière, Oxoniensis est utilisé pour faire référence à un volume de la collection d'Oxford, et Budé à un volume de la collection des Universités de France. 

## Histoire
Après la Seconde Guerre mondiale, la maison d'édition B. G. Teubner se divise en une maison est-allemande basée à Leipzig et une maison ouest-allemande basée à Stuttgart. La chute du mur de Berlin amène la réunion des deux maisons avec un nouveau siège à Wiesbaden. La maison d'édition B. G. Teubner se concentre après 1999 sur des publications scientifiques et techniques et vend sa collection classique à la maison d'édition K. G. Saur de Munich. Celle-ci est rachetée par les éditions Walter de Gruyter en 2006.

## Source
- (de) Cet article est partiellement ou en totalité issu de l’article de Wikipédia en allemand intitulé « Bibliotheca Teubneriana » (voir la liste des auteurs).